# Cotesia murtfeldtae
Cotesia murtfeldtae är en stekelart som först beskrevs av William Harris Ashmead 1898.  Cotesia murtfeldtae ingår i släktet Cotesia och familjen bracksteklar. Inga underarter finns listade i Catalogue of Life.